# Nora Palmer
Nora Palmer fue una primera actriz teatral argentina.

## Carrera
Talentosa actriz dramática brilló en los escenarios porteños en las décadas de 1950 y 1960. Integró elencos teatrales de primeras figuras de la escena nacional argentina como la de Paulina Singerman.
En cine debutó con la película Las tierras blancas, con dirección y actuación de Hugo del Carril, y se despide con El octavo infierno, cárcel de mujeres , dirigida por René Mugica, junto con Rosita Quintana, Leonardo Favio, Lautaro Murúa, Bárbara Mujica y María Vaner.
Sin embargo fue en 1961, con Alias Gardelito, dirigida por Lautaro Murúa, donde Palmer recogió el aplauso por parte de la crítica cinematográfica. Este filme fue acusado de obsceno por las escenas de alto contenido erótico entre Palmer y un compañero de pensión encarnado por Alberto Argibay.

## Filmografía
- 1964: El octavo infierno, cárcel de mujeres como Provinciana.
- 1961: Alias Gardelito como Margot.
- 1958: Las tierras blancas.

## Televisión
- 1960: Cuando enero cuenta bajo, emitido por Canal 7 y escrito por Jorge Falcón. Junto a Alberto de Mendoza e Iris Marga.
- 1957: Proscenio de estrellas, teleteatro de gran calidad, en el que actuaron Luis Arata, Narciso Ibáñez Menta, Luisa Vehil, Julia Sandoval y Ana Casares.
- 1954: El caballero Lewis , de Celia Alcántara, dirigido por Oscar Orzábal Quintana, y protagonizado junto al galán Leo Alza.

## Teatro
- 1957:  Aquí estoy...y aquí me quedo, con la Compañía Argentina de Comedia de Paulina Singerman. Estrenada en el Teatro Apolo. Junto con Alberto Dalbés, Violeta Antier, Tito Lagos, Víctor Martucci, Antonia Herrero, Enzo Viena y Juan Carlos Palma.[2]
- 1952: Valentía de pecar, Margot Cottens, Gloria Ferrandiz, Jacinto Herrera, Inda Ledesma y Rosa Rosen.[3]